# Poblete
Poblete es un municipio y localidad española de la provincia de Ciudad Real, en la comunidad autónoma de Castilla-La Mancha. El término municipal tiene una población de 2940 habitantes (INE 2024).

## Toponimia
Su nombre podría provenir de populetum, que puede significar alameda o arboleda de álamos.

## Geografía
El municipio se localiza en el centro de su provincia, en la comarca de Campo de Calatrava, a escasos 9 kilómetros del centro de la capital provincial. El término municipal está atravesado por la autovía Ciudad Real-Puertollano (A-41) y por la carretera nacional N-420 entre los pK 188 y 191. La mayor parte de su término municipal está rodeado por el de Ciudad Real, tanto por norte, sur, este y oeste, excepto una pequeña porción occidental que se encuentra anexa a los municipios de Alcolea de Calatrava y Corral de Calatrava. 
El relieve del territorio es predominantemente llano, salvo por algunas elevaciones aisladas (Cabeza del Rey, 698 m) y por la presencia del cerro del Despeñadero (735 m), en el límite con Alcolea de Calatrava, cerca de las ruinas del castillo de Alarcos. El término se encuentra surcado en la parte más al oeste por el río Guadiana, que hace de límite con Ciudad Real. La altitud oscila entre los 735 m (cerro del Despeñadero) y los 570 m a orillas del río Guadiana. La localidad se alza a 627 m sobre el nivel del mar. 
La principal vía de acceso a este municipio es la carretera N-420 desde Ciudad Real o Puertollano.
| Noroeste: Ciudad Real                     | Norte: Ciudad Real | Noreste: Ciudad Real |
| Oeste: Ciudad Real y Alcolea de Calatrava |                    | Este: Ciudad Real    |
| Suroeste: Corral de Calatrava             | Sur: Ciudad Real   | Sureste: Ciudad Real |

## Historia
Fue aldea del castillo de Alarcos en los tiempos inmediatos a la Reconquista hasta que Alfonso X el Sabio la incluyera dentro de los términos que otorgó a Villa Real. Desde entonces y hasta finales del siglo XVII y principios del XVIII estaba considerado como un simple cortijo o quintería, fecha en la que los labradores de Ciudad Real que allí tenían tierras, solicitaron licencia y terrenos de su ejido al Ayuntamiento para edificar sus casas y realizar con más comodidad sus labores.
Poblete logra su independencia de Ciudad Real en marzo de 1843. Hacia mediados del siglo XIX, el lugar tenía contabilizada una población de 525 habitantes. La localidad aparece descrita en el decimotercer volumen del Diccionario geográfico-estadístico-histórico de España y sus posesiones de Ultramar de Pascual Madoz de la siguiente manera:

POBLETE: v. con ayunt. en la prov. y part. jud. de Ciudad-Real (4 leg.), aud. terr. de Albacete (34), dióc. de Toledo (18), c. g. de Castilla la Nueva (Madrid 30): sit. en la misma llanura de la cap.; es de clima destemplado, reinan los vientos E. y S. y se padecen tercianas. Tiene 95 casas de tierra; igl. parr. (Sta. Maria Magdalena), con curato de entrada y provision ordinaria; escuela dotada con 2,200 rs. por los fondos públicos, á la que asisten 20 niños; otra privada de niñas en la que se educan 12 y en los afueras el cementerio: se surte de aguas potables en los pozos de las casas. Confina el térm. por N. con Alarcos; E. y S. Ciudad-Real; O. Alcolea de Calatrava; estendiéndose 3/4 leg. de N. á S., 1 leg. de E. á O. y comprende los cas. de Albalá, Casablanca y Villadiego, siendo todo el terreno de labor de buena calidad; le baña el Guadiana y los arroyos Celada, Cordon y Pantano, insignificantes: caminos: el que desde Ciudad-Real dirige á Almaden; el correo se recibe en la cap. por el conductor de Almodóvar tres vecesá la semana. prod.: candeal, trigo, centeno, cebada y legumbres; se mantiene ganado mular y vacuno y se cria la pesca del r. ind. y comercio: un molino harinero en Albalá y tienda de abaceria. pobl.: 105 vec., 525 alm. cap. imp. y contr. con Ciudad-Real. presupuesto municipal: 8.000 rs., del que se pagan 2,200 al secretario por su dotacion y se cubre con el fondo de propios y repartimiento vecinal.
El ayunt. de esta v. fue creado en marzo de 1843, habiendo sido dependiente hasta aquella época de Ciudad-Real, como su ald.
(Madoz, 1849, pp. 96-97)

## Demografía
Poblete cuenta con una población de 2940 habitantes (INE 2024).
| Gráfica de evolución demográfica de Poblete entre 1857 y 2021 |
| |
| Población de derecho según los censos de población del INE Población de hecho según los censos de población del INEEntre el censo de 1857 y el anterior, aparece este municipio porque se segrega del municipio Ciudad Real |

| 646           | 762 | 794 | 1156 | 1978 | 2159 | 2334 | 2467 |
| (Fuente: INE) |     |     |      |      |      |      |      |

## Patrimonio
En la localidad hay una iglesia parroquial bajo la advocación de Santa María Magdalena. Se trata de un edificio con planta de cruz latina y entrada en la parte frontal. Los muros están elaborados con tapiales y mampostería, reforzados en las esquinas con sillares de caliza. También se encuentra en el municipio la ermita de San Isidro, de reciente construcción.